# フランク・ディレオ
フランク・ディレオ（Frank DiLeo, 1947年10月23日-2011年8月24日）は、アメリカ合衆国出身の実業家。マイケル・ジャクソンのマネージャーとして知られるほか、端役としていくつかの映画にも出演した。
1979年にエピック・レコードへ入社。数々のヒット作品をチャートへ送り込み、同社を全米で2位の規模にまで拡大させた。1984年からはマイケル・ジャクソンのマネージャーとして彼の全盛期を支えた。マイケルとは1989年に一度袂を分かつが、2009年に再びマネージャーとして復帰。同年に死去した彼の最後のマネージャーとなった。
マイケルの死から2年後の2011年8月24日、心臓手術後の合併症により死去。63歳だった。